# Drive Against Malaria
Drive Against Malaria is een in 1998 gestarte internationale actie van de Engelsman David Robertson, tegenwoordig geholpen door de Nederlandse voormalig-televisiepresentatrice Julia Samuël, ter bestrijding en preventie van de ziekte malaria.

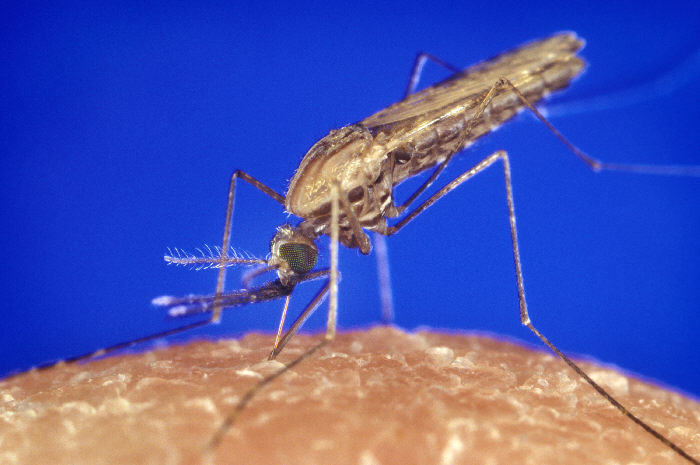
Een onbehandelde beet van een malariamug kan dodelijk zijn

Het middel dat Robertson en Samuël inzetten om met name in Afrika de ziekte tegen te gaan, is het uitdelen van een grote hoeveelheid geïmpregneerde muskietennetten. Malariamuggen steken alleen 's nachts. Wie slaapt onder een muskietennet minimaliseert het risico op een beet, is het uitgangspunt. Het 'Drive' uit de titel komt van de bezigheid van het duo om met een 4x4 door Afrika te rijden en daarbij netten en medicijnen uit te delen. Ze zijn onder meer actief in Congo, Nigeria, Angola, Tsjaad, Kameroen en Equatoriaal-Guinea.
De Brit kwam op het idee voor de actie nadat hij in 1988 de meest dodelijke vorm van malaria overleefde. Samuël stortte zich op de actie nadat ook zij in 1999 de 4-delige documentaire Crossing Africa produceerde. Zij liep zelf malaria op tijdens een reis door Mozambique in 2006. Het initiatief is volkomen afhankelijk van giften.
Drive Against Malaria werkt samen met onder meer UNICEF, de Wereld Gezondheidsorganisatie en de Ministries Of Health in de Afrikaanse landen.